# Morín Contreras
Morín Edith Contreras Concha (Santiago, 17 de diciembre de 1971) es una contadora y política chilena, militante del Partido Socialista. Fue intendenta de la Región de O'Higgins durante el segundo gobierno de Michelle Bachelet, entre 2014 y 2015.

## Formación y trabajo
Estudió en la Universidad de Santiago de Chile y se tituló de contadora pública auditora.
Trabajó en el sector privado, siendo auditora externa de Ernst & Young, entre 1993 y 1995. En 1995 se asentó en la ciudad de Rancagua, donde ejerció como auditora interna de la División El Teniente de Codelco en 1998.

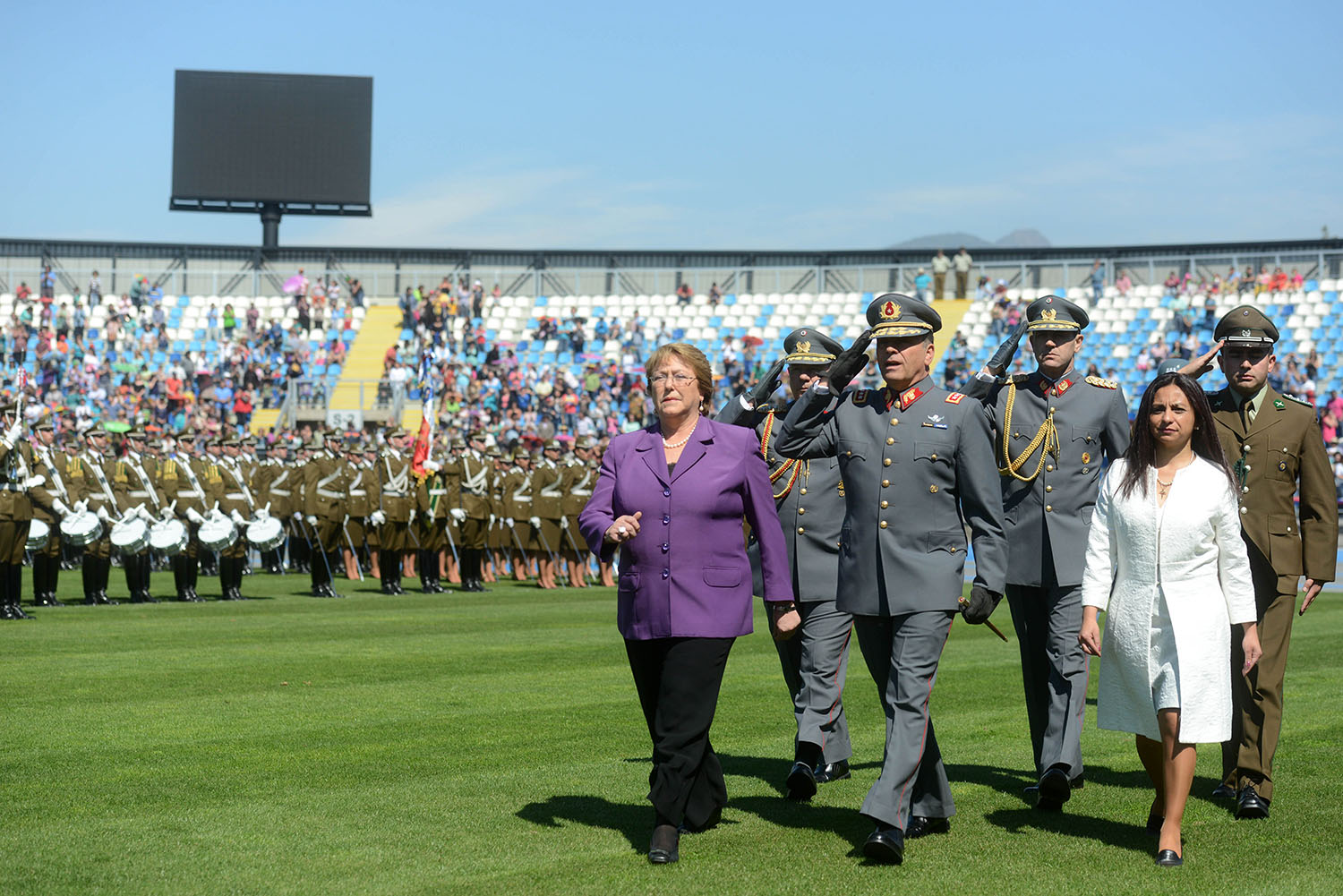
Contreras (de blanco) junto a la presidenta Michelle Bachelet en 2014.

Fue Secretaria Regional Ministerial de Vivienda y Urbanismo de la Región de O'Higgins, entre 2006 y 2010, y directora del Servicio de Vivienda y Urbanización (SERVIU) de la misma región, en 2006. Posteriormente fue administradora de la Municipalidad de Malloa.
En marzo de 2014 se convirtió en la primera mujer intendenta de la Región de O'Higgins, nombrada por la presidenta Michelle Bachelet. Fue reemplazada por Juan Ramón Godoy en julio de 2015.
En las elecciones parlamentarias de 2017 se presentó como candidata a diputada por el distrito 16, correspondiente a las provincias de Colchagua y Cardenal Caro.

## Historial electoral

### Elecciones parlamentarias de 2017
- Elecciones parlamentarias de 2017 a diputados por el distrito 16 (Chimbarongo, Las Cabras, Peumo, Pichidegua, San Fernando, San Vicente, Chépica, La Estrella, Litueche, Lolol, Marchigüe, Nancagua, Navidad, Palmilla, Paredones, Peralillo, Pichilemu, Placilla, Pumanque y Santa Cruz)[5]

| Candidato                   | Pacto                        | Partido | Votos  | %    | Resultados |
| --------------------------- | ---------------------------- | ------- | ------ | ---- | ---------- |
| Alejandra Sepúlveda Orbenes | Coalición Regionalista Verde | FREVS   | 31 685 | 23,0 | Diputada   |
| Ramón Barros Montero        | Chile Vamos                  | UDI     | 21 867 | 15,9 | Diputado   |
| Juan Carlos Latorre Carmona | Convergencia Democrática     | PDC     | 10 705 | 7,7  |            |
| Carolina Cucumides Calderón | La Fuerza de la Mayoría      | PPD     | 9153   | 6,6  |            |
| Cosme Mellado Pino          | La Fuerza de la Mayoría      | PRSD    | 8864   | 6,4  | Diputado   |
| Virginia Troncoso Hellman   | Chile Vamos                  | UDI     | 7977   | 5,8  | Diputada   |
| Julio Ibarra Maldonado      | Chile Vamos                  | RN      | 7909   | 5,7  |            |
| Morín Contreras Concha      | La Fuerza de la Mayoría      | PS      | 2459   | 1,8  |            |